# Cloris Leachman
Cloris Leachman   (Des Moines, 30 d'abril de 1926 - Encinitas, 27 de gener de 2021) fou una actriu estatunidenca.

## Biografia
Leachman va estudiar interpretació a l'Actors Studio amb Elia Kazan. Després va reemplaçar a l'actriu Nellie Forbush en el musical de Broadway South Pacific. En els següents anys va actuar en altres obres teatrals com Come Back, Little Sheba de William Inge, a la qual després va abandonar per integrar l'elenc de l'obra de William Shakespeare As You Like It.
El 1971 va participar en la pel·lícula L'última projecció dirigida per Peter Bogdanovich per la que va guanyar l'Oscar a la millor actriu secundària.
Des de 1970 fins a 1975 va interpretar el paper de Phyllis Lindstrom en la sèrie televisiva The Mary Tyler Moore Show. Per aquest rol va guanyar dos Premis Emmy com a millor actriu secundària en una comèdia. A partir de 1975, aquest personatge va ser la figura central de la seva pròpia sèrie, titulada Phyllis, que es va mantenir a l'aire durant dues temporades. El 1976 va guanyar el Globus d'Or a la millor actriu musical o còmica.
El 1977, va aparèixer com a convidada en l'episodi 24 del cicle The Muppet Show. En aquells anys també va aparèixer en diversos episodis de la sèrie Schoolhouse Rock.
El 1993 Leachman va participar en la pel·lícula The Beverly Hillbillies  amb Lily Tomlin, Jim Varney, Diedrich Bader, Erika Eleniak i Dolly Parton.
Més tard, el 2006, va protagonitzar el telefilm per a HBO Mrs. Harris , al costat de Sir Ben Kingsley i Annette Bening. Aquesta pel·lícula li va valer a Cloris una nominació al Emmy per millor actriu de secundària en una minisèrie o telefilm.
Ha participat en l'emissió americana Dancing with the Stars on diverses altres celebritats han col·laborat, com a Denise Richards, Priscilla Presley, Mel B o inclús Billy Ray Cyrus.
Ha estat al repartiment de la sèrie televisada The Facts of Life.

## Filmografia

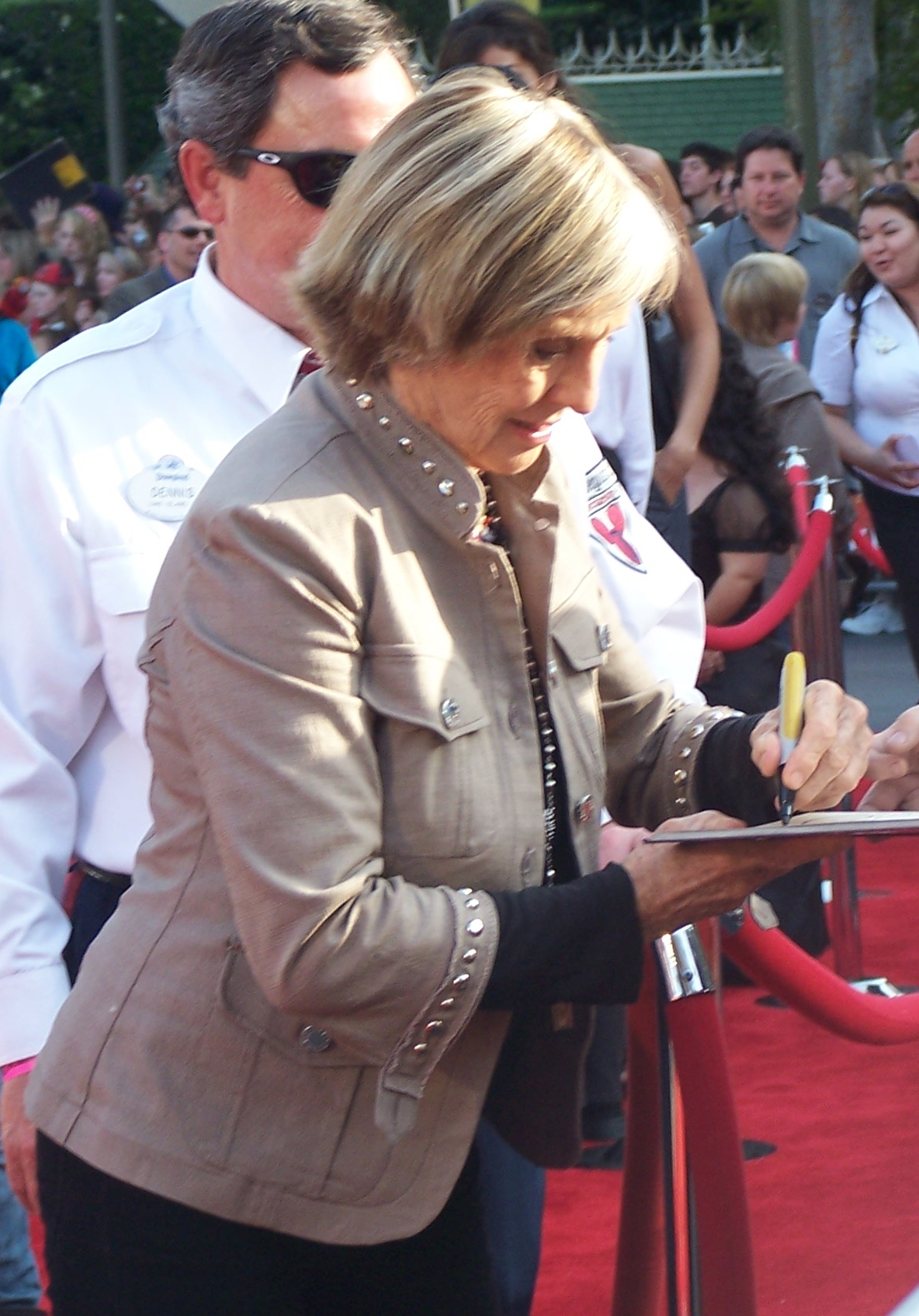
Cloris firmant un autògraf

| - Carnegie Hall (1947) - Un petó mortal (Kiss Me Deadly) (1955) - The Rack (1956) - The Chapman Report (1962) - Butch Cassidy and the Sundance Kid (1969) - WUSA (1970) - The People Next Door (1970) - Lovers and Other Strangers (1970) - The Steagle (1971) - L'última projecció (The Last Picture Show) (1971) - Charley and the Angel (1973) - Pete i Tillie (1972) - Dillinger (1973) - Happy Mother's Day, Love George (1973) - Daisy Miller (1974) - El jove Frankenstein (Young Frankenstein) (1974) - Crazy Mama (1975) - The Mouse and His Child (1977) (veu) - High Anxiety (1977) - The North Avenue Irregulars (1979) - The Muppet Movie (1979) - Deixalles valuoses (Scavenger Hunt) (1979) - Herbie Goes Bananas (1980) - Foolin' Around (1980) - Yesterday (1981) - History of the World, Part I (1981) - My Little Pony: The Movie (1986) (veu) - Castle in the Sky (1986) (veu a la versió del 2003) - Walk Like a Man (1987) - Going to the Chapel (1988) - Hansel and Gretel (1988) - Prancer (1989) - Texasville (1990) - Love Hurts (1991) - The Giant of Thunder Mountain (1991) | - Picture This: The Times of Peter Bogdanovich in Archer City, Texas (1991) (documental) - Double Double Toil and Trouble (1993) - My Boyfriend's Back (1993) - The Beverly Hillbillies (1993) - A Troll in Central Park (1994) (veu) - Nobody's Girls: Five Women of the West (1995) (documental) - Amigues per sempre (Now and Then) (1995) - Beavis and Butt-Head Do America (1996) (veu) - Never Too Late (1996) - Gen¹³ (1999) (veu) (no estrenada) - The Iron Giant (1999) (veu) - Música of the Heart (1999) - Penjades (Hanging Up) (2000) - The Amati Girls (2001) - Manna from Heaven (2002) - L'Alex i l'Emma (Alex & Emma) (2003) - Bad Santa (2003) - Spanglish (2004) - Buzz (2005) (documental) - The Longest Yard (2005) - Sky High (2005) - The CalifOrnians (2005) - Scary Movie 4 (2006) - Beerfest (2006) - Love Takes Wing (2007) - The Women (2008) - American Cowslip (2009) - Ponyo (2009) veus Noriko - Inglourious Basterds (2009; escenes tallades) - New York, I Love You (2009) - The Story of Bonnie and Clyde (2010) - Expecting Mary (2010) - You Again (2010) - The Fields (2011) |

Papers curts
- My Strange Uncle (1981)

## Televisió

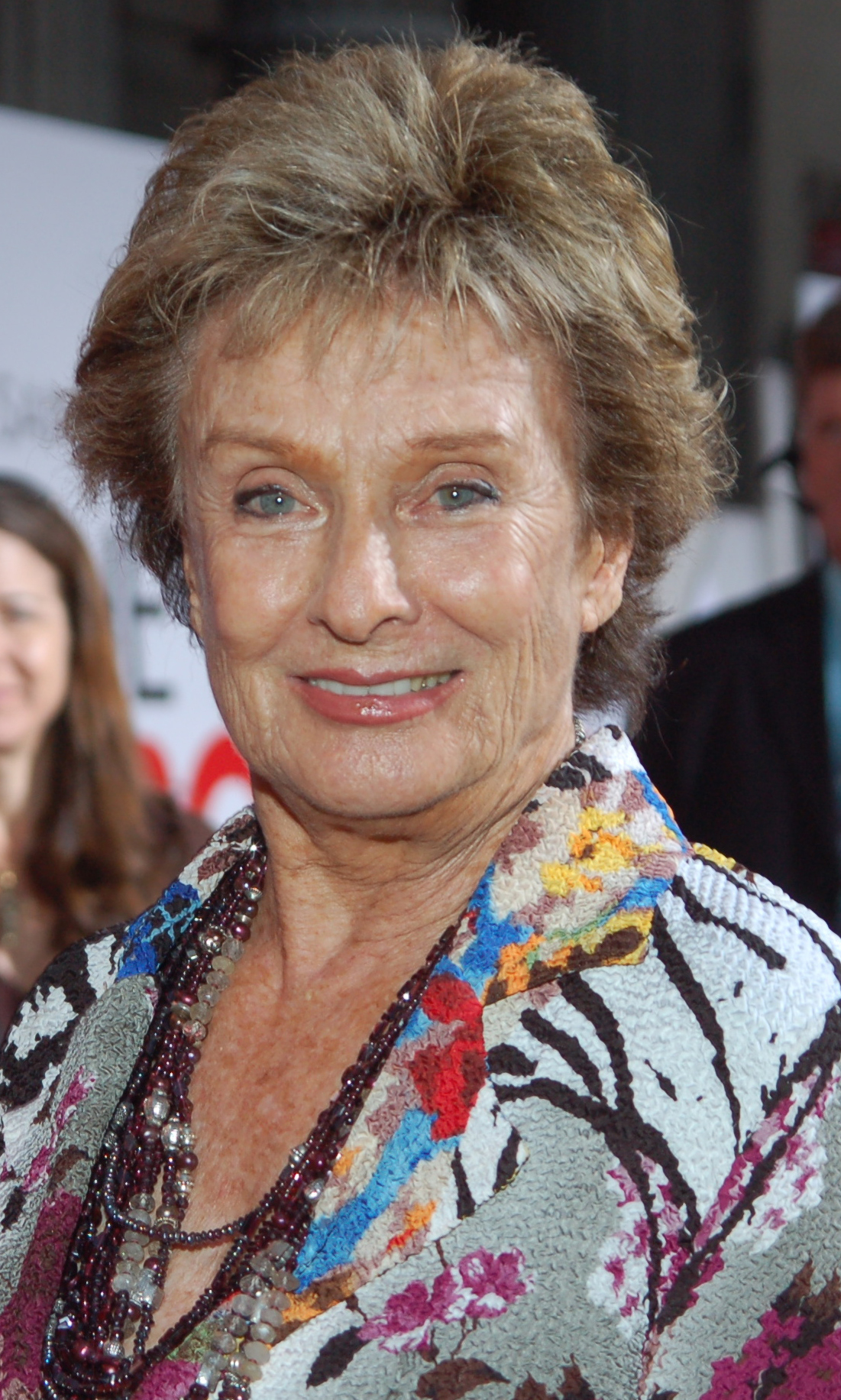
Leachman a l'estrena de The Proposal (2009).

| - Hold It Please (1949) (cancel·lada després de 3 episodis) - Charlie Wild, Private Detective (1950 – 1952) - Bob and Ray (1952) - Lassie (1957 – 1958) - Alfred Hitchcock Presents episodis: "Premonition", "Don't Interrupt" - Johnny Staccato com Jessica Winthrop a "Solomon" (1960) - The Man in the Moon (1960) - Twilight Zone 1 episodi: "It's a Good Life" (1961) - The Virginian (1967 & 1969) - The Road West (1967) - Adam-12 (1968) (sèrie, episodi 2) - Silent Night, Lonely Night (1969) - The Mary Tyler Moore Show (1970 – 1975) - Suddenly Single (1971) - Haunts of the Very Rich (1972) - Of Thee I Sing (1972) - A Brand New Life (1973) - Crime Club (1973) (pilot no venut) - Dying Room Only (1973) - The Migrants (1974) - Hitchhike! (1974) - Pete 'n' Tillie (1974) (pilot no venut) - Thursday's Game (1974) - Ernie, Madge and Artie (1974) (pilot no venut) - Death Sentence (1974) - Rhoda (1974) - Someone I Touched (1975) - Ladies of the Corridor (1975) - A Girl Named Sooner (1975) - Phyllis (1975 – 1977) - Death Scream (1975) - Wonder Woman (1975) (1 episodi, episodi pilot) - The Love Boat (1976) (pilot) - It Happened One Christmas (1977) - Long Journey Back (1978) - Backstairs at the White House (1979) (minisèries) - Willa (1979) - Mrs. R's Daughter (1979) - S.O.S. Titanic (1979) (TV) - The Oldest Living Graduate (1980) - The Acorn People (1981) - Advice to the Lovelorn (1981) | - Miss All-American Beauty (1982) - Dixie: Changing Habits (1983) - The Demon Murder Case (1983) - Ernie Kovacs: Between the Laughter (1984) - Breakfast with Les and Bess (1985) - Deadly Intentions (1985) - Blind Alleys (1985) - The Little Troll Prince (1985) (veu) - Shadow Play (1986) - The Facts of Life (1986 – 1988) - The Facts of Life (1987) - The Nutt House (1989) (cancel·lat després d'11 episodis) - Fine Things (1990) - In Broad Daylight (1991) - Walter & Emily (1991 – 1992) - A Little Piece of Heaven (1991) - Spies (1992) - Fade to Black (1993) - Without a Kiss Goodbye (1993) - Miracle Child (1993) - The Simpsons (1993) (veu) - Double, Double, Toil and Trouble (1993) - The Nanny (1994) - Between Love and Honor (1995) - Annabelle's Wish (1997) (veu) - Thanks (1999 – 2000) - Malcolm in the Middle (2001 – 2006) - The Ellen Show (2001 – 2002) - The Twilight Zone, "It's Still a Good Life" (2003) - Crazy Love (2003) (pilot no venut) - Mrs. Harris (2005) - Two and a Half Men (2005) - The Great Malones (2006) (pilot no venut) - Lake Placid 2 (2007) - Comedy Central Roast (2008) - Dancing with the Repartiment (2008) - Love Takes Wing (2009) - The Office (Post-Super Bowl XLIII "Stress Relief" 2009) - Phineas and Ferb (2009) - "Hawthorne" (2009) - Chelsea Lately (2010) - Raising Hope (2010) |

## Premis
- Oscar a la millor actriu secundària el 1972 per a L'Última Sessió.
- Globus d'Or a la millor actriu en una sèrie televisada musical o còmica el 1976 per Phyllis.
- Premi Emmy 2002: millor estrella femenina en una sèrie còmica per Malcolm.
- Premi Emmy 2006: millor estrella femenina en una sèrie còmica per Malcolm.